# Josef Paleček (pěvec)
Josef Václav Paleček (28. září 1842, Jestřabí Lhota – 24. února 1915, Petrohrad) byl český operní pěvec, herec, pedagog a režisér dlouhodobě působící v Rusku. Při premiéře Prodané nevěsty roku 1866 jako první ztvárnil roli sedláka Krušiny.

## Život
Narodil se v Jestřabí Lhotě u Kolína jako Josef Václav Janu Palečkovi a jeho choti Antonii. Mladému Josefovi se dostalo hvudebního vzdělání, hrál na housle a na klavír. Rodiče chtěli, aby šel v otcových šlépějích a aby z něj byl učitel, a tak Josef Václav nastupuje ze střední školy v Kutné Hoře na pražský učitelský ústav, jenž úspěšně dokončil, ale nakonec zjistil, že učitelství mu není blízké, a tak se brzy učitelské dráhy vzdal a odmítl i kantorské místo v Ovčárech.
Následně začal navštěvovat varhanní školu, při níž pracoval jako literární učitel v dívčí škole a nabízel hodiny klavíru. Odmala jej přitahovala hudba, a tak i během těchto činností vystupoval v hudebních sborech a spolcích, a to v Žofínské akademii a v Jednotě cecilské a také účinkoval jako ochotník ve Švandově divadle na Smíchově.
Roku 1863 musel strávit jeden rok v Městském divadle v Olomouci, aby se vyhnul vojenskému odvodu. Z Olomouce se vrátil do Prahy.

## Operní působení
Z Olomouce se Paleček vrátil do Prahy, kde hrál 16. února roku 1865 v Prozatímním divadle ve Figarově svatbě roli Sarastra. Jeho vydařený debut a nadání zhodnotil o dva dny později Bedřich Smetana v Národních listech. Bedřich Smetana jej společně s Karlem Sabinou obsadili do opery Braniboři v Čechách, která měla premiéru 5. ledna 1866, kde Paleček ztvárnil roli Kmeta. Ještě stejný rok 30. května ztvárnil roli sedláka Krušiny v Prodané nevěstě, otce Mařenky, jíž se ujala Eleonora Ehrenbergová.
Dne 16. května roku 1868 zpíval roli žalářníka Beneše v Smetanově Daliborovi. Během svého působení v Prozatímním divadle se ujal 60 operních rolí a 30 činoherních.

### Působení v Rusku
Josef Václav Paleček posléze přijal angažmá v Petrohradě, kde hrál v Mariinském divadle. Společně s českým dirigentem Eduardem Nápravníkem pak uvedli premiéru Prodané nevěsty v Rusku. Premiéra proběhla 30. prosince 1871 pod taktovkou Emila Nápravníka. V opeře si tentokrát zahrál roli Kecala. Posléze poslal Smetanovi telegram o úspěchu uvedení opery, což Smetanovi učinilo velikou radost.
Ztvárňoval pak v ruské opeře různé další postavy, a to třeba Mefista ve Faustuovi, Bartrama v Robertu ďáblovi, Antiocha v Makkabäeru či Kašpara v Čarostřelci. Často vystupoval pod pseudonymem Josef Josefovič.
Dále pak v Rusku působil jako režisér či pedagog a vyučoval v hudební škole K. Dannemana a N. Krivošenka. Byť mu bylo učiněno plno nabídek v jiných zemích a místech jako v Římě, Neapoli, Miláně či Turíně, zůstal skrze dobré podmínky navždy v Petrohradě.

### Smrt
Josef Václav Paleček zesnul 24. února 1915 v Petrohradě ve věku 73 let. V kapli konzervatoře bylo za něj odslouženo requiem a byl pohřben na Smolenském pravoslavném hřbitově. V Národních listech byl jeho skon zmíněn, ovšem nevyvolal moc velký ohlas a to kvůli tomu, že mladá generace již tohoto významného pěvce neznala.

### Rodina
- Syn Nikolaj (1878–1937), náměstek ministra veřejného školství ve vládě A. V. Kolčaka (1919–1920), jeden ze zakladatelů Permské univerzity